# St. Martin (Poppenhausen)

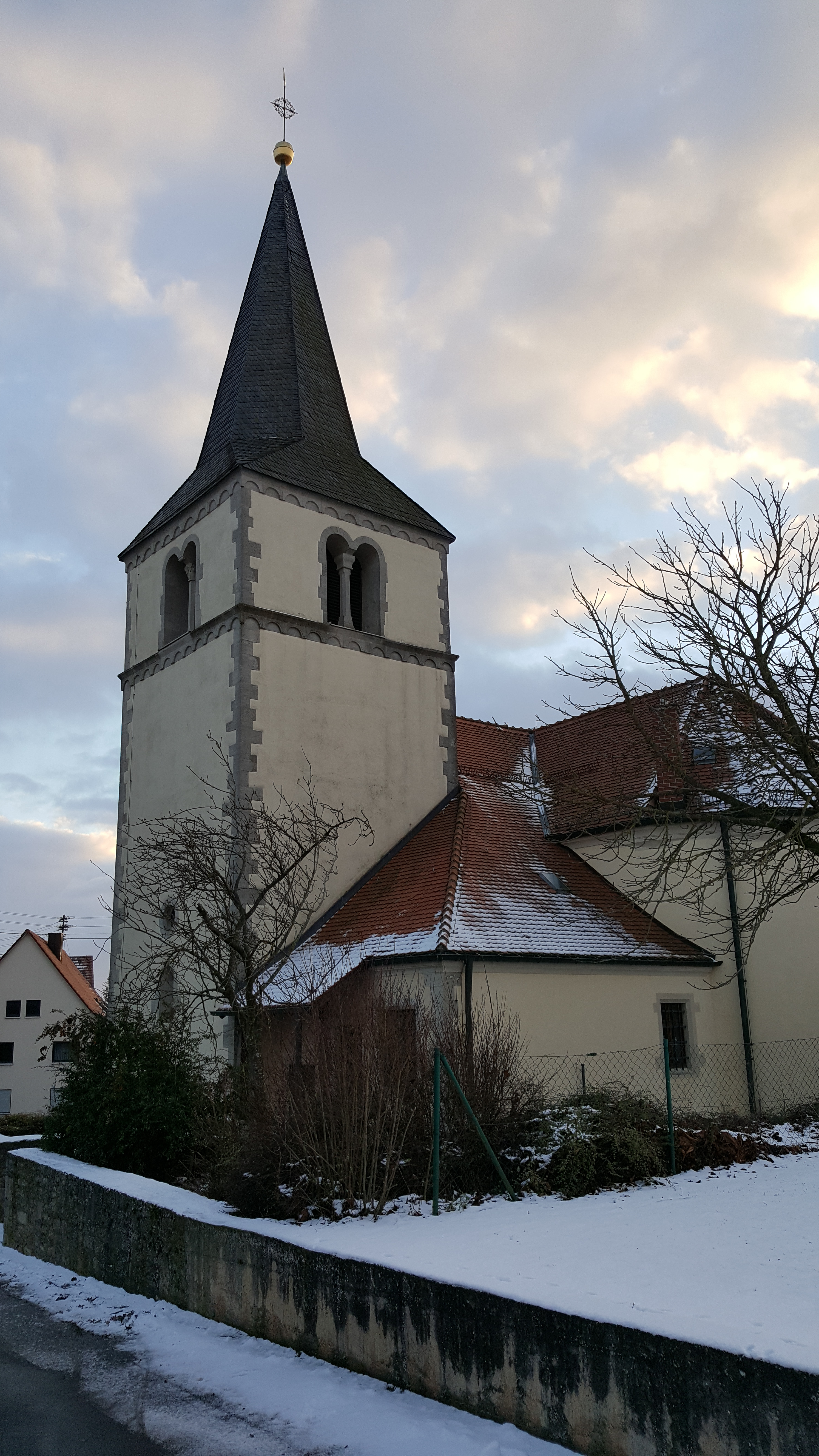
Die Pfarrkirche St. Martin in Poppenhausen

Die römisch-katholische Pfarrkirche St. Martin in Poppenhausen stammt aus dem 12. Jahrhundert und wurde als Wehrkirche im romanischen Stil erbaut.

## Geschichte
Die St.-Martin-Kirche wurde erstmals 1184 erwähnt. Der Glockenturm stammt aus dem 11. oder 12. Jahrhundert. Der Turm und das Langhaus stammen wahrscheinlich aus der gleichen Zeit.
Die Kirche wurde ursprünglich als Wehrkirche gebaut und diente den Bewohnern als Zufluchtsort in Kriegszeiten. Trotzdem wurde sie für Gottesdienste genutzt. Sie wurde dem hl. Martin geweiht. Im 16. Jahrhundert begannen erste Renovierungsarbeiten, wobei man den Turmhelm um einige Meter anhob. Im Jahr 1577 wurde die Sakristei angebaut und der alte Hochaltar wurde 1824 errichtet. In den 1920er Jahren wurde ein Chorraum durch einen Anbau auf der Südseite geschaffen. 1921 wurde die St.-Martin-Kirche aufgrund von Baufälligkeiten umgebaut. Der alte Eingang auf der Westseite wurde durch einen neuen Eingang auf der Südseite ersetzt. Deshalb wurde ein neuer Hochaltar notwendig. Die Kosten für diese Renovierungsarbeiten übernahm die Gemeinde selbst. Die noch unfertige Kirche wurde 1924 vom damaligen Freiburger Erzbischof Karl Fritz konsekriert. 1927 wurde die Orgel von einem Bauern aus Poppenhausen gestiftet. 1929 bekam die Kirche Glocken. Diese wurden jedoch 1941 aufgrund des Zweiten Weltkriegs wieder abgenommen und eingeschmolzen.
Aufgrund von Putzschäden im Sockelbereich des Kircheninnenraums und Rissebildung an der Decke begannen 2001 Renovierungsarbeiten. So wurde u. a. das Altarbild aufgefrischt und der Kirchenraum neu angestrichen. Im neuen Jahrtausend wurde der zugemauerte Haupteingang der ursprünglichen Kirche geöffnet, um einen Eingang für Rollstuhlfahrer zu schaffen.
Der Berliner Bildhauer Paul Brandenburg schuf einen neuen Zelebrationsaltar nach dem Motiv des Lebensbaums, welcher als letzter Schritt der Renovierung von Weihbischof Rainer Klug geweiht wurde.
Dem aus Zimmern stammenden Ortsgeistlichen Elmar Landwehr verdankt die Gemeinde die Neugestaltung der Kirche. Durch seine Beziehungen als ehemaliger Dekan in Freiburg konnte er Zuschüsse für die Renovierung einholen.
Die Martinskirche gehört zur Seelsorgeeinheit Grünsfeld-Wittighausen, die dem Dekanat Tauberbischofsheim des Erzbistums Freiburg zugeordnet ist.

## Ausstattung

### Altäre
Der damalige Ortspfarrer Stanislaus Sack setzte sich 1935 für die Errichtung eines neuen Hochaltars ein. Der Bildhauer Thomas Buscher erhielt den Auftrag für einen Marienaltar sowie für eine Kreuzigungsgruppe aus Lindenholz. Die anbetenden Engel wurden von Pfarrer Sack selbst geschnitzt.
Der rechte Seitenaltar wurde vom Künstler Fritz Zipf geschaffen und ist dem hl. Josef geweiht. Der Marienaltar auf der linken Seite wurde von Thomas Buscher geschaffen.
Der Altarsockel aus Bronze und die Tischplatte aus Muschelkalk, welche von den Ästen des Lebensbaums getragen wird, wurden von Paul Brandenburg errichtet.

### Gewölbe und Chorraum
1948 malte der Freiburger Künstler Franz Schilling Gewölbe und Chorraum aus, wo man das himmlische Jerusalem sieht. Darunter sind die hl. Notburga, der hl. Isidor, der hl. Kilian und die hl. Rita dargestellt. Franz Schilling wurde von der Pfarrgemeinde mit freiwilligen Geldspenden und Lebensmitteln bezahlt.

### Kircheneingang
Im Jahr 1984 stiftete der aus Poppenhausen stammende Pfarrer Karl Endres eine Schutzmantelmadonna, welche anlässlich der 800-Jahr-Feier des Dorfes vor der Kirche aufgestellt und vom damaligen Ortspfarrer Benno Emmert geweiht wurde. Die Schutzmantelmadonna wurde vom Würzburger Goldschmied Hans Fell geschaffen.

### Orgel
1927 kaufte die Gemeinde eine bereits gebrauchte pneumatische Orgel. Diese war jedoch schon reparaturanfällig und funktionierte deshalb nur selten. Heute wird sie nicht mehr bespielt.
1982 stiftete Pfarrer Karl Endres eine elektronische Orgel, welche heute zu Gottesdiensten genutzt wird.